# Rodney Martin
Rodney Martin (* 17. Oktober 1965 in Australien) ist ein ehemaliger australischer Squashspieler. 

## Karriere
Martin entstammt einer erfolgreichen Squashfamilie. Sein Bruder Brett Martin war wie Rodney ein Spieler von Weltrang, seine Schwester Michelle Martin gewann von 1993 bis 1995 sogar drei Mal die Weltmeisterschaft. Er selbst gewann 1991 seinen einzigen Weltmeistertitel vor heimischer Kulisse in Adelaide mit 3:1 gegen Jahangir Khan. Mit der australischen Nationalmannschaft errang er im selben Jahr und bereits zwei Jahre zuvor den Weltmeistertitel. 2007 wurde Martin in die Squash Australia Hall of Fame aufgenommen. Im Dezember 1994 beendete Martin seine Karriere, in deren Verlauf er zehn Titel gewann, aufgrund einer anhaltenden Hüftverletzung. Seine höchste Platzierung in der Weltrangliste war Rang drei im November 1992.
Im Jahr 2001 war er Trainer der australischen Nationalmannschaft. Mit seiner Lebensgefährtin Amelia Pittock hat er einen Sohn. Martin war zuvor mit der Squashspielerin Danielle Drady verheiratet, die ihn für seinen damaligen Manager Phil Harte verließ.

## Erfolge
- Weltmeister im Einzel: 1991
- Weltmeister mit der Mannschaft: 1989, 1991
- Gewonnene PSA-Titel: 10